# Steffen Størseth
Steffen Skår Størseth (Stavanger, 26 de abril de 1975) es un deportista noruego que compitió en remo.
Participó en dos Juegos Olímpicos de Verano, en los años 1996 y 2000, obteniendo una medalla de plata en Atlanta 1996, en la prueba de doble scull.
Ganó tres medallas en el Campeonato Mundial de Remo entre los años 1995 y 1998.

## Palmarés internacional
| Juegos Olímpicos   | Juegos Olímpicos         | Juegos Olímpicos  | Juegos Olímpicos |
| Año                | Lugar                    | Medalla           | Prueba           |
| ------------------ | ------------------------ | ----------------- | ---------------- |
| 1996               | Atlanta (Estados Unidos) | Medalla de plata  | Doble scull      |
| Campeonato Mundial |                          |                   |                  |
| Año                | Lugar                    | Medalla           | Prueba           |
| 1995               | Tampere (Finlandia)      | Medalla de bronce | Doble scull      |
| 1997               | Aiguebelette (Francia)   | Medalla de plata  | Doble scull      |
| 1998               | Colonia (Alemania)       | Medalla de plata  | Doble scull      |